# エルサレム攻囲戦 (1244年)
エルサレム攻囲戦 (1244年)は、第6回十字軍の後、イスラム教徒が1244年7月5日にエルサレムを再征服した際の戦いである。

## 経緯
神聖ローマ皇帝フリードリヒ2世は、1228年に第6回十字軍を聖地に派遣し、妻ヨランドのエルサレム王位を主張した。ヨランドの母はジャン・ド・ブリエンヌの妻でもあるエルサレム女王マリー・ド・モンフェラートであり、ヨランドは母から「エルサレム女王」の称号を受け継いでいた。
フリードリヒ2世は軍事力と名声を生かしてアイユーブ朝スルタンアル＝カーミルとの交渉を進め、エルサレム王国はエルサレム、ベツレヘム、ナザレとその周辺城砦を回復した。しかし、当時のエルサレムには城壁がなく、防衛するために必要なキリスト教徒が支配する後背地も十分でなかった。1239年のバロン十字軍によるエルサレム王国の領域拡大もエルサレムを守るには十分ではなかったため、エルサレムは長い間キリスト教徒の手中に残ることがなかった。
1239年に休戦期限が切れた後、1243年にはフリードリヒ2世が聖地に置いた代官に対する現地諸侯の反乱が起き、フリードリヒ2世の支配は失われた。1244年、アイユーブ朝は、モンゴルによって滅ぼされ、自前の都市を求めていたホラズムの流民を招聘した。ホラズムの戦力は1万ほどの騎兵で、ホラズム最後の君主ジャラールッディーン・メングベルディーの軍隊のキプチャク人と、クルド人のカイマリヤ部族の兵が中心であった。
1244年7月15日にエルサレムに対する包囲が始まり、そのまますぐに占領された。陥落の後、ホラズム流民はエルサレムを完全に破壊し、キリスト教徒やイスラム教徒が利用できない廃墟にしたまま去った。キリスト教徒のアルメニア人地区は略奪され、ユダヤ人は追放された。聖墳墓教会の歴代エルサレム王の墓所も掘り返された。8月23日にはエルサレム西端の城塞ダビデの塔が降伏し、立てこもっていた6000人余りのキリスト教徒が市外に追放された。
エルサレム王国は、聖地騎士団やアイユーブ朝から離反したムスリム諸都市の兵を集めて、同年10月にアイユーブ朝エジプトおよびホラズム兵と衝突したが（ラ・フォルビーの戦い）、敗北し、二度と十分な兵力を集められないほどの大損害を被った。
ルイ9世指揮下の第7回十字軍 (1248年-1254年)はこの大虐殺がきっかけとなって実施されたが、十字軍の主要な敵がアイユーブ朝スルタンからより強力なマムルーク朝に交代したことに一役買ったのみで、ほとんど何も成し得なかった。